# Umělecké plavání na mistrovství Evropy v plaveckých sportech 2004
Závody v uměleckém (synchronizovaném) plavání na mistrovství Evropy v plaveckých sportech za rok 2004 proběhly v Madridu, Španělsko ve dnech 10. až 16. května 2004.

## Česká stopa
V disciplíně sólo startovalo 19 závodnic – Soňa Bernardová (*1976) z TJ Tesla Brno obsadila 10. místo.
V disciplíně dvojic startovalo 19 dvojic – Soňa Bernardová (*1976) z TJ Tesla Brno a Ivana Bursová (*1977) z TJ Tesla Brno obsadily 9. místo.

## Výsledky

### Individuální disciplíny
| Ženy | Zlato                    | Zlato  | Stříbro                  | Stříbro | Bronz                  | Bronz  |
| ---- | ------------------------ | ------ | ------------------------ | ------- | ---------------------- | ------ |
| Sólo | Virginie Dedieuová (FRA) | 99,600 | Natalija Iščenková (RUS) | 97,800  | Gemma Mengualová (ESP) | 97,300 |

### Týmové disciplíny
| Ženy    | Zlato | Zlato  | Stříbro | Stříbro | Bronz | Bronz  |
| ------- | --- | ------ | --- | ------- | --- | ------ |
| Dvojice | Rusko (RUS) (Anastasija Davydovová, Anastasija Jermakovová) | 99,500 | Španělsko (ESP) (Gemma Mengualová, Paola Tiradosová) | 97,600  | Francie (FRA) (Virginie Dedieuová, Laure Thibaudová) | 96,300 |
| Tým     | Rusko (RUS) (Olga Brusnikinová, Anastasija Davydovová, Anastasija Jermakovová, Marija Gromovová, Elvira Chasjanovová, Marija Kiseljovová, Olga Novokščenovová, Anna Šorinová)                  | 99,300 | Španělsko (ESP) (Ana Monterová, Raquel Corralová, Andrea Fuentesová, Tina Fuentesová, Alicia Sanzová, Gisela Morónová, Irina Rodríguezová, Ione Serranová)                                                                 | 97,900  | Itálie (ITA) (Monica Cirulliová, Costanza Fiorentiniová, Joey Paccagnellaová, Elisa Plaisantová, Beatrice Spazianiová, Federica Stefanelliová, Lorena Zaffalonová, Laura Zanazzaová)                                                | 96,400 |
| KOMBO   | Španělsko (ESP) (Raquel Corralová, Andrea Fuentesová, Tina Fuentesová, Gemma Mengualová, Ana Monterová, Gisela Morónová, Irina Rodríguezová, Alicia Sanzová, Ione Serranová, Paola Tiradosová) | 97,900 | Itálie (ITA) (Monica Cirulliová, Costanza Fiorentiniová, Francesca Gangemiová, Joey Paccagnellaová, Elisa Plaisantová, Sara Savoiaová, Beatrice Spazianiová, Federica Stefanelliová, Lorena Zaffalonová, Laura Zanazzaová) | 95,500  | Řecko (GRE) (Maria Christoduluová, Eleftheria Ftulisová, Eleni Georgiuová, Efrosyni Gudaová, Apostolia Joannisová, Eirini Jordanopulosová, Jevgenija Kucudisová, Evanthia Makryjanniová, Olga Pelekanosová, Kristine Palasinidiová) | 94,200 |

## Medailová bilance
V uměleckém plavání se rozdělily celkem 4 sady medailí.
| Pořadí | Stát            |       | Muži    | Muži  | Muži  |         | Ženy  | Ženy  | Ženy    |       | Muži + Ženy | Muži + Ženy | Muži + Ženy | Celkem |
| Pořadí | Stát            | Zlato | Stříbro | Bronz | Zlato | Stříbro | Bronz | Zlato | Stříbro | Bronz |             |             |             | Celkem |
| ------ | --------------- | ----- | ------- | ----- | ----- | ------- | ----- | ----- | ------- | ----- | ----------- | ----------- | ----------- | ------ |
| 1.     | Rusko (RUS)     |       | 0       | 0     | 0     |         | 2     | 1     | 0       |       | 2           | 1           | 0           | 3      |
| 2.     | Španělsko (ESP) |       | 0       | 0     | 0     |         | 1     | 2     | 1       |       | 1           | 2           | 1           | 4      |
| 3.     | Francie (FRA)   |       | 0       | 0     | 0     |         | 1     | 0     | 1       |       | 1           | 0           | 1           | 2      |
| 4.     | Itálie (ITA)    |       | 0       | 0     | 0     |         | 0     | 1     | 1       |       | 0           | 1           | 1           | 2      |
| 5.     | Řecko (GRE)     |       | 0       | 0     | 0     |         | 0     | 0     | 1       |       | 0           | 0           | 1           | 1      |
| Celkem | Celkem          |       | 0       | 0     | 0     |         | 4     | 4     | 4       |       | 4           | 4           | 4           | 12     |